# Platja dels Canyerets (Santa Cristina d'Aro)
La platja dels Canyerets, o platja dels Canyerets petita, és una petita platja del municipi de Santa Cristina d'Aro (Baix Empordà), situada a la urbanització Rosamar, entre el turó de la Punta de Canyet, una formació rocallosa completament coberta de pins fins a la vora del mar, que la separa de la platja de Canyet, al sud, i la platja dels Canyerets del municipi de Sant Feliu de Guíxols, al nord, de la que està separada per unes roques. Orientada al sud-est, té una longitud de 40 m i una amplada de 36 m, formada per sorra gruixuda i grava. Hi desaigua el torrent de Canyet, amb els típics tubs de formigó, i a tocar de la punta de Canyet hi ha una rampa de ciment per a les embarcacions.